# 미야코촌 (나라현)
미야코촌(都村)은 나라현 시키군에 설치되었던 촌이다. 현재의 다와라모토정에 해당한다.

## 역사
- 1889년 4월 1일 - 정촌제 시행에 의해 시키게군 미야코촌이 성립하였다.
- 1897년 4월 1일 - 시키군으로 소속이 변경되었다.
- 1956년 9월 30일 - 다와라모토정, 가와히가시촌, 오촌, 히라노촌과 합병해 새로운 다와라모토정이 성립하여, 동일 미야코촌은 폐지되었다.

## 교통

### 철도
- 야마토 철도